# Гусев, Сергей Геннадьевич
Сергей Геннадьевич Гусев (27 января 1953, Воскресенск, Московская область — 15 июня 1995) — советский хоккеист, защитник. Мастер спорта СССР.

## Биография
Воспитанник воскресенского «Химика». В первенстве СССР начинал играть за раменский «Сатурн» в сезонах 1971/72 — 1972/73. В чемпионате СССР играл за «Химик» (1973/74 — 1978/79, 1980/81 — 1981/92), СКА Ленинград (1979/80 — 1980/81), «Ижсталь» Ижевск (1982/83 — 1983/84).
Работал тренером в СДЮСШОР «Химик». Среди воспитанников — Алексей Глухов, Сергей Магарилов.
Покончил жизнь самоубийством 16 июня 1995 года. Похоронен на Воскресенском городском кладбище.